# Beskaragay (huyện)
Beskaragay (Tiếng Kazakh: Бесқарағай ауданы) là một huyện của tỉnh Đông Kazakhstan, miền Đông Kazakhstan. Trung tâm hành chính của huyện là thị xã Beskaragay.